# كيلالي (ساسكاتشوان)
كيلالي (بالإنجليزية: Killaly, Saskatchewan)‏ هي قرية تقع في كندا في ساسكاتشوان. يقدر عدد سكانها بـ 77 نسمة ومساحتها 2.59 كم2 .

## أعلام
- هربرت جوزيف بروخ
- جورج هان